# Leopold Deutsch (Schauspieler)

Leopold Deutsch

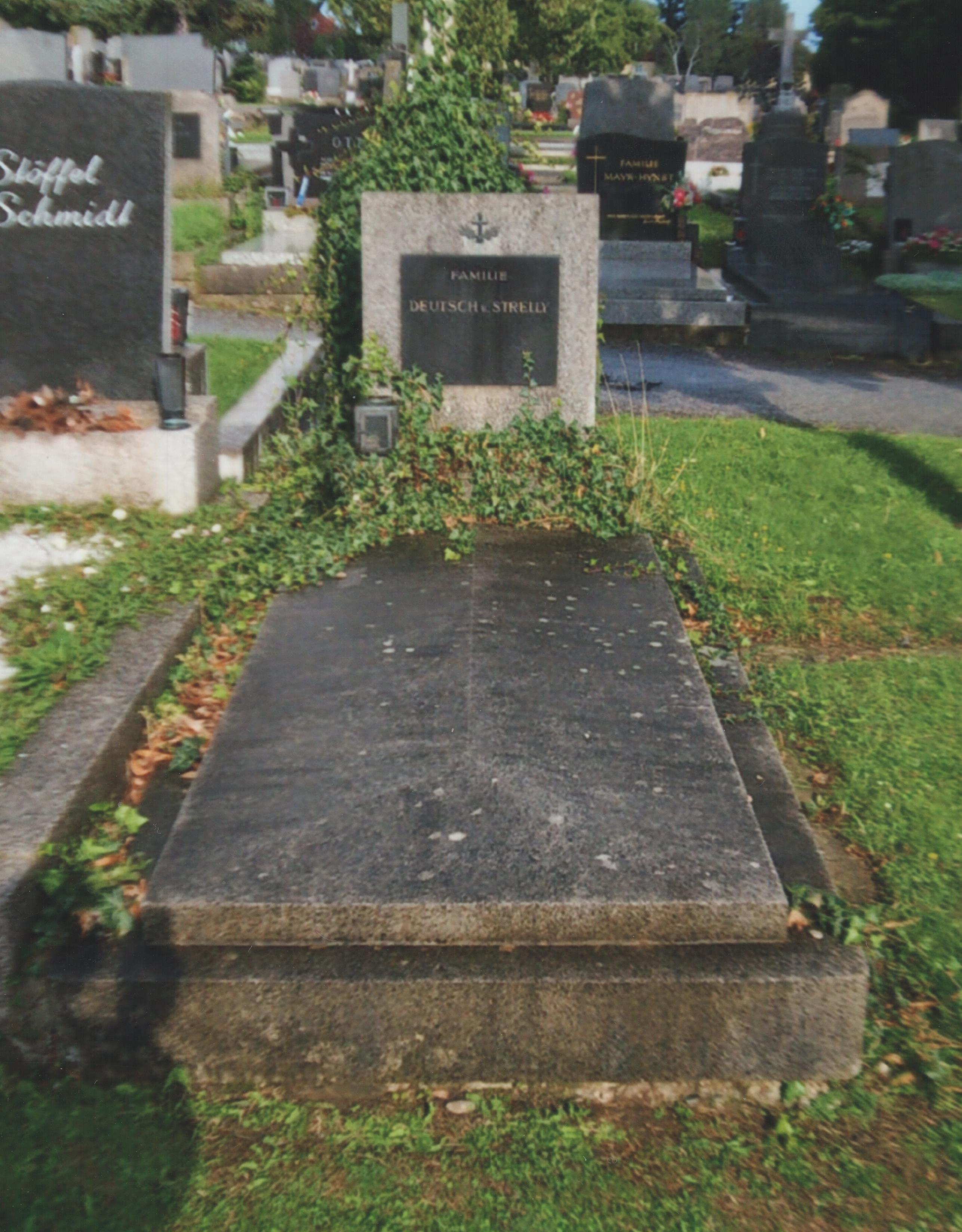
Grabstätte von Leopold Deutsch

Leopold Deutsch, auch Poldi Deutsch (* 11. November 1853 in Wien; † 5. Februar 1930 ebenda) war ein österreichischer Schauspieler und Sänger (Bariton).

## Leben
Deutsch hatte Engagements an österreichischen und deutschen Bühnen, in Sankt Petersburg und am Wiener Stadttheater. Charakterkomiker der Wiener Operette, 1880 rief er die Wiener Schlaraffia ins Leben, wurde 1899 in die Freimaurerloge „Freundschaft“ aufgenommen und arbeitete auch als Feuilletonist.
Er ruht auf dem Baumgartner Friedhof (Gruppe 18, Nummer 262) in Wien.

## Filmografie
- 1917: Hoheit Radieschen (Kurzfilm)
- 1919: Komtesse Doddy
- 1920: Das Sahnenbaiser (Kurzfilm)